# Liste des monuments historiques du 20e arrondissement de Paris

Cet article recense les monuments historiques du 20e arrondissement de Paris, en France.

## Liste
| Monument                                               | Adresse                                                     | Coordonnées                      | Notice                                                      | Protection | Date | Illustration                                           |
| ------------------------------------------------------ | ----------------------------------------------------------- | -------------------------------- | ----------------------------------------------------------- | ---------- | ---- | ------------------------------------------------------ |
| Boulangerie (place Henri-Krasucki)                     | 43 rue des Envierges 71 rue de la Mare place Henri-Krasucki | 48° 52′ 22″ nord, 2° 23′ 21″ est | « PA00086778 »                                              | Inscrit    | 1984 | Boulangerie (place Henri-Krasucki)                     |
| Chapelle du Père-Lachaise                              | Cimetière du Père-Lachaise                                  | 48° 51′ 40″ nord, 2° 23′ 34″ est | « PA00086780 »                                              | Classé     | 1983 | Chapelle du Père-Lachaise                              |
| Boucherie-Charcuterie                                  | 108 rue de Bagnolet                                         | 48° 51′ 35″ nord, 2° 24′ 12″ est | « PA00086779 »                                              | Inscrit    | 1984 | Boucherie-Charcuterie                                  |
| Cimetière de Charonne                                  | rue Stendhal chemin du Parc-de-Charonne                     | 48° 51′ 38″ nord, 2° 24′ 13″ est | « PA00086781 »                                              | Inscrit    | 1964 | Cimetière de Charonne                                  |
| Cimetière du Père-Lachaise                             | Cimetière du Père-Lachaise                                  | 48° 51′ 43″ nord, 2° 23′ 39″ est | « PA00086780 »                                              | Inscrit    | 1983 | Cimetière du Père-Lachaise                             |
| Colombarium du Père-Lachaise                           | Cimetière du Père-Lachaise                                  | 48° 51′ 44″ nord, 2° 23′ 45″ est | « PA00086780 »                                              | Inscrit    | 1995 | Colombarium du Père-Lachaise                           |
| Crématorium du Père-Lachaise                           | Cimetière du Père-Lachaise                                  | 48° 51′ 44″ nord, 2° 23′ 45″ est | « PA00086780 »                                              | Inscrit    | 1995 | Crématorium du Père-Lachaise                           |
| Eaux de Belleville                                     |                                                             | 48° 52′ 17″ nord, 2° 23′ 29″ est | « PA75200003 » « PA00086789 » « PA00086790 » « PA00086791 » | Classé     | 2006 | Eaux de Belleville                                     |
| Édicule Guimard de la station Alexandre Dumas          | Boulevard de Charonne                                       | 48° 51′ 21″ nord, 2° 23′ 41″ est | « PA00086784 »                                              | Inscrit    | 2016 | Édicule Guimard de la station Alexandre Dumas          |
| Édicule Guimard de la station Avron                    | Boulevard de Charonne                                       | 48° 51′ 07″ nord, 2° 23′ 52″ est | « PA00086785 »                                              | Inscrit    | 2016 | Édicule Guimard de la station Avron                    |
| Édicule Guimard de la station Gambetta                 | Place Martin-Nadaud                                         | 48° 51′ 54″ nord, 2° 23′ 54″ est | « PA00086786 »                                              | Inscrit    | 2016 | Édicule Guimard de la station Gambetta                 |
| Édicule Guimard de la station Philippe Auguste         | Boulevard de Charonne                                       | 48° 51′ 29″ nord, 2° 23′ 27″ est | « PA00086787 »                                              | Inscrit    | 2016 | Édicule Guimard de la station Philippe Auguste         |
| Église Notre-Dame-de-la-Croix de Ménilmontant          | 3 place de Ménilmontant 4 rue d'Eupatoria                   | 48° 52′ 07″ nord, 2° 23′ 13″ est | « PA75200004 »                                              | Inscrit    | 2017 | Église Notre-Dame-de-la-Croix de Ménilmontant          |
| Église Saint-Germain de Charonne                       | 4 place Saint-Blaise                                        | 48° 51′ 37″ nord, 2° 24′ 14″ est | « PA00086782 »                                              | Classé     | 1923 | Église Saint-Germain de Charonne                       |
| Église Saint-Jean-Bosco                                | 77, 79 rue Alexandre-Dumas                                  | 48° 51′ 18″ nord, 2° 23′ 53″ est | « PA75200002 »                                              | Inscrit    | 2001 | Église Saint-Jean-Bosco                                |
| Hospice Debrousse                                      | 146, 148 rue de Bagnolet                                    | 48° 52′ 12″ nord, 2° 23′ 38″ est | « PA00086783 »                                              | Inscrit    | 1928 | Hospice Debrousse                                      |
| Monument d'Héloïse et Abélard                          | Cimetière du Père-Lachaise                                  | 48° 51′ 33″ nord, 2° 23′ 31″ est | « PA00086780 »                                              | Classé     | 1983 | Monument d'Héloïse et Abélard                          |
| Monument de Landry                                     | Cimetière du Père-Lachaise                                  | 48° 51′ 33″ nord, 2° 23′ 45″ est | « PA00086780 »                                              | Classé     | 1983 | Monument de Landry                                     |
| Monuments de Molière et La Fontaine                    | Cimetière du Père-Lachaise                                  | 48° 51′ 37″ nord, 2° 23′ 42″ est | « PA00086780 »                                              | Classé     | 1983 | Monuments de Molière et La Fontaine                    |
| Monument de Montanier                                  | Cimetière du Père-Lachaise                                  | 48° 51′ 43″ nord, 2° 23′ 39″ est | « PA00086780 »                                              | Classé     | 1983 | Monument de Montanier                                  |
| Monument aux morts du Père-Lachaise                    | Cimetière du Père-Lachaise                                  | 48° 51′ 39″ nord, 2° 23′ 30″ est | « PA00086780 »                                              | Classé     | 1983 | Monument aux morts du Père-Lachaise                    |
| Tombe d'Oscar Wilde                                    | Cimetière du Père-Lachaise                                  | 48° 51′ 42″ nord, 2° 23′ 52″ est | « PA00086780 »                                              | Classé     | 1995 | Tombe d'Oscar Wilde                                    |
| Mur des Fédérés                                        | Cimetière du Père-Lachaise                                  | 48° 51′ 35″ nord, 2° 23′ 59″ est | « PA00086780 »                                              | Classé     | 1983 | Mur des Fédérés                                        |
| Pavillon Pompadour (actuel Pavillon Carré de Baudouin) | 121 rue de Ménilmontant                                     | 48° 52′ 12″ nord, 2° 23′ 38″ est | « PA00086788 »                                              | Inscrit    | 1928 | Pavillon Pompadour (actuel Pavillon Carré de Baudouin) |
| Entrée principale du cimetière du Père-Lachaise        | Cimetière du Père-Lachaise                                  | 48° 51′ 35″ nord, 2° 23′ 21″ est | « PA00086780 »                                              | Classé     | 1983 | Entrée principale du cimetière du Père-Lachaise        |
| Regard des Messiers                                    | 17 rue des Cascades                                         | 48° 52′ 11″ nord, 2° 23′ 26″ est | « PA75200003 »                                              | Classé     | 2006 | Regard des Messiers                                    |
| Regard des Petites-Rigoles                             | 43 rue de l'Ermitage                                        | 48° 52′ 16″ nord, 2° 23′ 30″ est | « PA75200001 »                                              | Classé     | 2006 | Regard des Petites-Rigoles                             |
| Regard de la Roquette                                  | 38 rue de la Mare                                           | 48° 52′ 14″ nord, 2° 23′ 26″ est | « PA75200003 »                                              | Classé     | 2006 | Regard de la Roquette                                  |
| Regard Saint-Martin                                    | 42 rue des Cascades                                         | 48° 52′ 17″ nord, 2° 23′ 29″ est | « PA75200003 »                                              | Classé     | 2006 | Regard Saint-Martin                                    |
| Regard des Cascades                                    | 84-91 rue des Cascades place Henri-Krasucki                 | 48° 52′ 22″ nord, 2° 23′ 22″ est | « PA75200003 »                                              | Classé     | 2006 | Regard des Cascades                                    |
| Tombe de Bègue                                         | Cimetière de Charonne                                       | 48° 51′ 38″ nord, 2° 24′ 11″ est | « PA00086781 »                                              | Classé     | 1965 | Tombe de Bègue                                         |
| Tombe de Cartellier-Heim                               | Cimetière du Père-Lachaise                                  | 48° 51′ 43″ nord, 2° 23′ 39″ est | « PA00086780 »                                              | Classé     | 1990 | Tombe de Cartellier-Heim                               |
| Tombe de Frédéric Chopin                               | Cimetière du Père-Lachaise                                  | 48° 51′ 36″ nord, 2° 23′ 34″ est | « PA00086780 »                                              | Classé     | 2008 | Tombe de Frédéric Chopin                               |
| Tombe de Georges Guët                                  | Cimetière du Père-Lachaise                                  | 48° 51′ 43″ nord, 2° 23′ 39″ est | « PA00086780 »                                              | Classé     | 1995 | Tombe de Georges Guët                                  |

Annexes